# Gran Premio di superbike di Magny-Cours 2020
Il Gran Premio di superbike di Magny-Cours 2020 è stato la settima prova del mondiale superbike del 2020. Nello stesso fine settimana si sono corsi la settima prova del campionato mondiale Supersport e la sesta prova del campionato mondiale Supersport 300.
I risultati delle gare hanno visto vincere, per quel che concerne il mondiale Superbike: Jonathan Rea in gara 1 ed in gara Superspole e Scott Redding in gara 2.
Le gare del mondiale Supersport sono state vinte da: Andrea Locatelli in gara 1, e Lucas Mahias in gara 2, mentre quelle del mondiale Supersport 300 sono andate a Jeffrey Buis in gara 1 e Marc García in gara 2.

## Superbike gara 1

### Arrivati al traguardo
| Pos. | Nº | Pilota                | Squadra                  | Motocicletta         | Giri | Tempo     | Griglia | Punti |
| ---- | -- | --------------------- | ------------------------ | -------------------- | ---- | --------- | ------- | ----- |
| 1º   | 1  | Jonathan Rea          | Kawasaki Racing          | Kawasaki ZX-10RR     | 21   | 38'13.222 | 3º      | 25    |
| 2º   | 76 | Loris Baz             | Ten Kate Racing Yamaha   | Yamaha YZF R1        | 21   | +3.342    | 8º      | 20    |
| 3º   | 22 | Alex Lowes            | Kawasaki Racing          | Kawasaki ZX-10RR     | 21   | +9.707    | 4º      | 16    |
| 4º   | 7  | Chaz Davies           | Aruba.it Racing - Ducati | Ducati Panigale V4 R | 21   | +14.045   | 9º      | 13    |
| 5º   | 45 | Scott Redding         | Aruba.it Racing – Ducati | Ducati Panigale V4 R | 21   | +16.427   | 10º     | 11    |
| 6º   | 54 | Toprak Razgatlıoğlu   | Pata Yamaha              | Yamaha YZF R1        | 21   | +16.976   | 13º     | 10    |
| 7º   | 21 | Michael Ruben Rinaldi | Team GoEleven            | Ducati Panigale V4 R | 21   | +23.253   | 7º      | 9     |
| 8º   | 12 | Javier Forés          | Kawasaki Puccetti Racing | Kawasaki ZX-10RR     | 21   | +27.173   | 14º     | 8     |
| 9º   | 60 | Michael van der Mark  | Pata Yamaha              | Yamaha YZF R1        | 21   | +28.706   | 6º      | 7     |
| 10º  | 36 | Leandro Mercado       | Motocorsa Racing         | Ducati Panigale V4 R | 21   | +32.034   | 15º     | 6     |
| 11º  | 64 | Federico Caricasulo   | GRT Yamaha               | Yamaha YZF R1        | 21   | +37.928   | 12º     | 5     |
| 12º  | 19 | Álvaro Bautista       | Team HRC                 | Honda CBR1000RR-R    | 21   | +46.009   | 17º     | 4     |
| 13º  | 20 | Sylvain Barrier       | Brixx Performance        | Ducati Panigale V4 R | 21   | +46.371   | 19º     | 3     |
| 14º  | 53 | Valentin Debise       | Outdo Kawasaki TPR       | Kawasaki ZX-10RR     | 21   | +1'39.992 | 16º     | 2     |
| 15º  | 34 | Xavier Pinsach        | Orelac Racing Verdnatura | Kawasaki ZX-10RR     | 20   | +1 giro   | 18º     | 1     |
| 16º  | 97 | Samuele Cavalieri     | Barni Racing             | Ducati Panigale V4 R | 20   | +1 giro   | 20º     |       |
| 17º  | 13 | Takumi Takahashi      | MIE Racing Honda         | Honda CBR1000RR-R    | 20   | +1 giro   | 21º     |       |

### Ritirati
| Nº | Pilota          | Squadra      | Motocicletta      | Giri | Griglia |
| -- | --------------- | ------------ | ----------------- | ---- | ------- |
| 91 | Leon Haslam     | Team HRC     | Honda CBR1000RR-R | 20   | 11º     |
| 31 | Garrett Gerloff | GRT Yamaha   | Yamaha YZF R1     | 6    | 5º      |
| 50 | Eugene Laverty  | BMW Motorrad | BMW S1000 RR      | 0    | 1º      |
| 66 | Tom Sykes       | BMW Motorrad | BMW S1000 RR      | 0    | 2º      |

## Superbike gara Superpole

### Arrivati al traguardo
| Pos. | Nº | Pilota                | Squadra                  | Motocicletta         | Giri | Tempo     | Griglia | Punti |
| ---- | -- | --------------------- | ------------------------ | -------------------- | ---- | --------- | ------- | ----- |
| 1º   | 1  | Jonathan Rea          | Kawasaki Racing          | Kawasaki ZX-10RR     | 10   | 18'01.545 | 3º      | 12    |
| 2º   | 22 | Alex Lowes            | Kawasaki Racing          | Kawasaki ZX-10RR     | 10   | +2.387    | 4º      | 9     |
| 3º   | 60 | Michael van der Mark  | Pata Yamaha              | Yamaha YZF R1        | 10   | +3.206    | 6º      | 7     |
| 4º   | 45 | Scott Redding         | Aruba.it Racing – Ducati | Ducati Panigale V4 R | 10   | +3.348    | 10º     | 6     |
| 5º   | 7  | Chaz Davies           | Aruba.it Racing – Ducati | Ducati Panigale V4 R | 10   | +7.042    | 9º      | 5     |
| 6º   | 76 | Loris Baz             | Ten Kate Racing Yamaha   | Yamaha YZF R1        | 10   | +8.555    | 8º      | 4     |
| 7º   | 21 | Michael Ruben Rinaldi | Team GoEleven            | Ducati Panigale V4 R | 10   | +11.164   | 7º      | 3     |
| 8º   | 31 | Garrett Gerloff       | GRT Yamaha               | Yamaha YZF R1        | 10   | +12.628   | 5º      | 2     |
| 9º   | 54 | Toprak Razgatlıoğlu   | Pata Yamaha              | Yamaha YZF R1        | 10   | +19.836   | 13º     | 1     |
| 10º  | 36 | Leandro Mercado       | Motocorsa Racing         | Ducati Panigale V4 R | 10   | +20.341   | 15º     |       |
| 11º  | 91 | Leon Haslam           | Team HRC                 | Honda CBR1000RR-R    | 10   | +20.455   | 11º     |       |
| 12º  | 12 | Javier Forés          | Kawasaki Puccetti Racing | Kawasaki ZX-10RR     | 10   | +26.570   | 14º     |       |
| 13º  | 20 | Sylvain Barrier       | Brixx Performance        | Ducati Panigale V4 R | 10   | +27.360   | 19º     |       |
| 14º  | 19 | Álvaro Bautista       | Team HRC                 | Honda CBR1000RR-R    | 10   | +29.826   | 17º     |       |
| 15º  | 50 | Eugene Laverty        | BMW Motorrad             | BMW S1000 RR         | 10   | +31.213   | 1º      |       |
| 16º  | 53 | Valentin Debise       | Outdo Kawasaki TPR       | Kawasaki ZX-10RR     | 10   | +32.239   | 16º     |       |
| 17º  | 97 | Samuele Cavalieri     | Barni Racing             | Ducati Panigale V4 R | 10   | +41.527   | 20º     |       |
| 18º  | 34 | Xavier Pinsach        | Orelac Racing Verdnatura | Kawasaki ZX-10RR     | 10   | +50.504   | 18º     |       |
| 19º  | 13 | Takumi Takahashi      | MIE Racing Honda         | Honda CBR1000RR-R    | 10   | +57.837   | 21º     |       |
| 20º  | 66 | Tom Sykes             | BMW Motorrad             | BMW S1000 RR         | 9    | +1 giro   | 2º      |       |

### Ritirato
| Nº | Pilota              | Squadra    | Motocicletta  | Giri | Griglia |
| -- | ------------------- | ---------- | ------------- | ---- | ------- |
| 64 | Federico Caricasulo | GRT Yamaha | Yamaha YZF R1 | 5    | 12º     |

## Superbike gara 2

### Arrivati al traguardo
| Pos. | Nº | Pilota                | Squadra                  | Motocicletta         | Giri | Tempo     | Griglia | Punti |
| ---- | -- | --------------------- | ------------------------ | -------------------- | ---- | --------- | ------- | ----- |
| 1º   | 45 | Scott Redding         | Aruba.it Racing – Ducati | Ducati Panigale V4 R | 21   | 37'54.626 | 4º      | 25    |
| 2º   | 76 | Loris Baz             | Ten Kate Racing Yamaha   | Yamaha YZF R1        | 21   | +2.551    | 6º      | 20    |
| 3º   | 7  | Chaz Davies           | Aruba.it Racing – Ducati | Ducati Panigale V4 R | 21   | +3.648    | 5º      | 16    |
| 4º   | 1  | Jonathan Rea          | Kawasaki Racing          | Kawasaki ZX-10RR     | 21   | +4.261    | 1º      | 13    |
| 5º   | 60 | Michael van der Mark  | Pata Yamaha              | Yamaha YZF R1        | 21   | +7.409    | 3º      | 11    |
| 6º   | 21 | Michael Ruben Rinaldi | Team GoEleven            | Ducati Panigale V4 R | 21   | +16.505   | 7º      | 10    |
| 7º   | 22 | Alex Lowes            | Kawasaki Racing          | Kawasaki ZX-10RR     | 21   | +19.409   | 2º      | 9     |
| 8º   | 31 | Garrett Gerloff       | GRT Yamaha               | Yamaha YZF R1        | 21   | +21.612   | 8º      | 8     |
| 9º   | 54 | Toprak Razgatlıoğlu   | Pata Yamaha              | Yamaha YZF R1        | 21   | +27.621   | 9º      | 7     |
| 10º  | 66 | Tom Sykes             | BMW Motorrad             | BMW S1000 RR         | 21   | +28.079   | 11º     | 6     |
| 11º  | 64 | Federico Caricasulo   | GRT Yamaha               | Yamaha YZF R1        | 21   | +32.422   | 13º     | 5     |
| 12º  | 20 | Sylvain Barrier       | Brixx Performance        | Ducati Panigale V4 R | 21   | +41.498   | 19º     | 4     |
| 13º  | 91 | Leon Haslam           | Team HRC                 | Honda CBR1000RR-R    | 21   | +42.450   | 12º     | 3     |
| 14º  | 50 | Eugene Laverty        | BMW Motorrad             | BMW S1000 RR         | 21   | +45.588   | 10º     | 2     |
| 15º  | 19 | Álvaro Bautista       | Team HRC                 | Honda CBR1000RR-R    | 21   | +46.318   | 17º     | 1     |
| 16º  | 97 | Samuele Cavalieri     | Barni Racing             | Ducati Panigale V4 R | 21   | +1'14.050 | 20º     |       |
| 17º  | 53 | Valentin Debise       | Outdo Kawasaki TPR       | Kawasaki ZX-10RR     | 21   | +1'18.497 | 16º     |       |
| 18º  | 13 | Takumi Takahashi      | MIE Racing Honda         | Honda CBR1000RR-R    | 21   | +1'47.214 | 21º     |       |

### Ritirati
| Nº | Pilota          | Squadra                  | Motocicletta         | Giri | Griglia |
| -- | --------------- | ------------------------ | -------------------- | ---- | ------- |
| 12 | Javier Forés    | Kawasaki Puccetti Racing | Kawasaki ZX-10RR     | 5    | 14º     |
| 34 | Xavier Pinsach  | Orelac Racing Verdnatura | Kawasaki ZX-10RR     | 1    | 18º     |
| 36 | Leandro Mercado | Motocorsa Racing         | Ducati Panigale V4 R | 0    | 15º     |

## Supersport gara 1

### Arrivati al traguardo
| Pos. | Nº | Pilota            | Squadra                       | Motocicletta     | Giri | Tempo     | Griglia | Punti |
| ---- | -- | ----------------- | ----------------------------- | ---------------- | ---- | --------- | ------- | ----- |
| 1º   | 55 | Andrea Locatelli  | Bardahl Evan Bros.            | Yamaha YZF R6    | 17   | 33'44.088 | 4º      | 25    |
| 2º   | 44 | Lucas Mahias      | Kawasaki Puccetti Racing      | Kawasaki ZX-6R   | 17   | +1.427    | 2º      | 20    |
| 3º   | 38 | Hannes Soomer     | Kallio Racing                 | Yamaha YZF R6    | 17   |           | 16º     | 16    |
| 4º   | 3  | Raffaele De Rosa  | MV Agusta Reparto Corse       | MV Agusta F3 675 | 17   |           | 5º      | 13    |
| 5º   | 34 | Kevin Manfredi    | Altogoo Racing                | Yamaha YZF R6    | 17   |           | 13º     | 11    |
| 6º   | 61 | Can Öncü          | Turkish Racing                | Kawasaki ZX-6R   | 17   |           | 21º     | 10    |
| 7º   | 81 | Manuel González   | Kawasaki ParkinGO             | Kawasaki ZX-6R   | 17   |           | 3º      | 9     |
| 8º   | 22 | Federico Fuligni  | MV Agusta Reparto Corse       | MV Agusta F3 675 | 17   |           | 20º     | 8     |
| 9º   | 56 | Péter Sebestyén   | Oxxo Yamaha Team Toth         | Yamaha YZF R6    | 16   | +1 giro   | 17º     | 7     |
| 10º  | 99 | Daniel Webb       | WRP Wepol Racing              | Yamaha YZF R6    | 16   | +1 giro   | 10º     | 6     |
| 11º  | 94 | Corentin Perolari | GMT94 Yamaha                  | Yamaha YZF R6    | 16   | +1 giro   | 8º      | 5     |
| 12º  | 4  | Steven Odendaal   | EAB Ten Kate Racing           | Yamaha YZF R6    | 16   | +1 giro   | 15º     | 4     |
| 13º  | 32 | Isaac Viñales     | Kallio Racing                 | Yamaha YZF R6    | 16   | +1 giro   | 9º      | 3     |
| 14º  | 5  | Philipp Öttl      | Kawasaki Puccetti Racing      | Kawasaki ZX-6R   | 16   | +1 giro   | 18º     | 2     |
| 15º  | 47 | Axel Bassani      | Soradis Yamaha Motoxracing    | Yamaha YZF R6    | 16   | +1 giro   | 22º     | 1     |
| 16º  | 12 | Álex Ruiz         | Emperador Racing              | Yamaha YZF R6    | 16   | +1 giro   | 19º     |       |
| 17º  | 84 | Loris Cresson     | Oxxo Yamaha Team Toth         | Yamaha YZF R6    | 16   | +1 giro   | 25º     |       |
| 18º  | 25 | Andy Verdoïa      | bLU cRU WorldSSP by MS Racing | Yamaha YZF R6    | 16   | +1 giro   | 14º     |       |

### Ritirati
| Nº | Pilota                | Squadra                       | Motocicletta   | Giri | Griglia |
| -- | --------------------- | ----------------------------- | -------------- | ---- | ------- |
| 30 | Glenn van Straalen    | MPM Routz Racing              | Yamaha YZF R6  | 16   | 11º     |
| 11 | Kyle Smith            | GMT94 Yamaha                  | Yamaha YZF R6  | 12   | 1º      |
| 98 | Karel Hanika          | WRP Wepol Racing              | Yamaha YZF R6  | 7    | 7º      |
| 9  | Galang Hendra Pratama | bLU cRU WorldSSP by MS Racing | Yamaha YZF R6  | 4    | 6º      |
| 78 | Hikari Ōkubo          | Dynavolt Honda                | Honda CBR600RR | 4    | 12º     |
| 42 | Stéphane Frossard     | Moto Team Jura Vitesse        | Yamaha YZF R6  | 2    | 23º     |

## Supersport gara 2

### Arrivati al traguardo
| Pos. | Nº | Pilota                | Squadra                       | Motocicletta   | Giri | Tempo     | Griglia | Punti |
| ---- | -- | --------------------- | ----------------------------- | -------------- | ---- | --------- | ------- | ----- |
| 1º   | 44 | Lucas Mahias          | Kawasaki Puccetti Racing      | Kawasaki ZX-6R | 18   | 34'40.911 | 2º      | 25    |
| 2º   | 11 | Kyle Smith            | GMT94 Yamaha                  | Yamaha YZF R6  | 18   | +5.322    | 1º      | 20    |
| 3º   | 38 | Hannes Soomer         | Kallio Racing                 | Yamaha YZF R6  | 18   | +24.651   | 16º     | 16    |
| 4º   | 4  | Steven Odendaal       | EAB Ten Kate Racing           | Yamaha YZF R6  | 18   | +33.041   | 15º     | 13    |
| 5º   | 98 | Karel Hanika          | WRP Wepol Racing              | Yamaha YZF R6  | 18   | +38.600   | 7º      | 11    |
| 6º   | 81 | Manuel González       | Kawasaki ParkinGO             | Kawasaki ZX-6R | 18   | +48.531   | 3º      | 10    |
| 7º   | 61 | Can Öncü              | Turkish Racing                | Kawasaki ZX-6R | 18   | +48.993   | 22º     | 9     |
| 8º   | 99 | Daniel Webb           | WRP Wepol Racing              | Yamaha YZF R6  | 18   | +49.081   | 10º     | 8     |
| 9º   | 78 | Hikari Ōkubo          | Dynavolt Honda                | Honda CBR600RR | 18   | +49.261   | 12º     | 7     |
| 10º  | 34 | Kevin Manfredi        | Altogoo Racing                | Yamaha YZF R6  | 18   | +53.415   | 13º     | 6     |
| 11º  | 5  | Philipp Öttl          | Kawasaki Puccetti Racing      | Kawasaki ZX-6R | 18   | +55.091   | 18º     | 5     |
| 12º  | 30 | Glenn van Straalen    | MPM Routz Racing              | Yamaha YZF R6  | 18   | +1'24.523 | 11º     | 4     |
| 13º  | 9  | Galang Hendra Pratama | bLU cRU WorldSSP by MS Racing | Yamaha YZF R6  | 18   | +1'28.265 | 6º      | 3     |
| 14º  | 47 | Axel Bassani          | Soradis Yamaha Motoxracing    | Yamaha YZF R6  | 18   | +1'45.355 | 23º     | 2     |

### Ritirati
| Nº | Pilota            | Squadra                       | Motocicletta     | Giri | Griglia |
| -- | ----------------- | ----------------------------- | ---------------- | ---- | ------- |
| 22 | Federico Fuligni  | MV Agusta Reparto Corse       | MV Agusta F3 675 | 14   | 21º     |
| 12 | Álex Ruiz         | Emperador Racing              | Yamaha YZF R6    | 13   | 19º     |
| 3  | Raffaele De Rosa  | MV Agusta Reparto Corse       | MV Agusta F3 675 | 12   | 5º      |
| 56 | Péter Sebestyén   | Oxxo Yamaha Team Toth         | Yamaha YZF R6    | 8    | 17º     |
| 25 | Andy Verdoïa      | bLU cRU WorldSSP by MS Racing | Yamaha YZF R6    | 8    | 14º     |
| 84 | Loris Cresson     | Oxxo Yamaha Team Toth         | Yamaha YZF R6    | 7    | 20º     |
| 94 | Corentin Perolari | GMT94 Yamaha                  | Yamaha YZF R6    | 5    | 8º      |
| 32 | Isaac Viñales     | Kallio Racing                 | Yamaha YZF R6    | 5    | 9º      |
| 42 | Stéphane Frossard | Moto Team Jura Vitesse        | Yamaha YZF R6    | 5    | 24º     |
| 55 | Andrea Locatelli  | Bardahl Evan Bros.            | Yamaha YZF R6    | 0    | 4º      |

## Supersport 300 gara 1

### Arrivati al traguardo
| Pos. | Nº | Pilota                 | Squadra                                 | Motocicletta       | Giri | Tempo     | Griglia | Punti |
| ---- | -- | ---------------------- | --------------------------------------- | ------------------ | ---- | --------- | ------- | ----- |
| 1º   | 6  | Jeffrey Buis           | MTM Kawasaki Motoport                   | Kawasaki Ninja 400 | 6    | 12'59.068 | 4º      | 25    |
| 2º   | 95 | Scott Deroue           | MTM Kawasaki Motoport                   | Kawasaki Ninja 400 | 6    | +0.121    | 8º      | 20    |
| 3º   | 54 | Bahattin Sofuoğlu      | Biblion Motoxracing Yamaha              | Yamaha YZF-R3      | 6    | +8.537    | 5º      | 16    |
| 4º   | 85 | Kevin Sabatucci        | Kawasaki GP Project                     | Kawasaki Ninja 400 | 6    | +12.987   | 6º      | 13    |
| 5º   | 64 | Hugo De Cancellis      | Team Trasimeno                          | Yamaha YZF-R3      | 6    | +13.574   | 9º      | 11    |
| 6º   | 61 | Yuta Okaya             | MTM Kawasaki Motoport                   | Kawasaki Ninja 400 | 6    | +17.608   | 10º     | 10    |
| 7º   | 46 | Samuel Di Sora         | Leader Team Flembbo                     | Kawasaki Ninja 400 | 6    | +17.851   | 7º      | 9     |
| 8º   | 17 | Koen Meuffels          | MTM Kawasaki Motoport                   | Kawasaki Ninja 400 | 6    | +21.471   | 16º     | 8     |
| 9º   | 14 | Enzo de la Vega        | Machado Came SBK                        | Yamaha YZF-R3      | 6    | +25.037   | 20º     | 7     |
| 10º  | 87 | Eliton Gohara Kawakami | Yamaha MS Racing                        | Yamaha YZF-R3      | 6    | +27.069   | 31º     | 6     |
| 11º  | 88 | Bruno Ieraci           | Kawasaki GP Project                     | Kawasaki Ninja 400 | 6    | +28.048   | 21º     | 5     |
| 12º  | 45 | Felipe Macan           | Brasil AD 78                            | Yamaha YZF-R3      | 6    | +28.312   | 22º     | 4     |
| 13º  | 99 | Adrián Huertas         | ProGP Racing                            | Yamaha YZF-R3      | 6    | +29.433   | 14º     | 3     |
| 14º  | 44 | Tom Bramich            | Carl Cox-RT Motorsports by SKM-Kawasaki | Kawasaki Ninja 400 | 6    | +30.519   | 28º     | 2     |
| 15º  | 24 | Daniel Blin            | Biblion Motoxracing Yamaha              | Yamaha YZF-R3      | 6    | +30.910   | 25º     | 1     |
| 16º  | 26 | Mirko Gennai           | BrCorse                                 | Yamaha YZF-R3      | 6    | +33.127   | 35º     |       |
| 17º  | 35 | Lukáš Simon            | ACCR Czech Talent Team - Willi Race     | Kawasaki Ninja 400 | 6    | +34.696   | 27º     |       |
| 18º  | 98 | Tom Berçot             | ProGP Racing                            | Yamaha YZF-R3      | 6    | +36.866   | 23º     |       |
| 19º  | 7  | Johan Gimbert          | GP Project                              | Kawasaki Ninja 400 | 6    | +37.506   | 36º     |       |
| 20º  | 10 | Unai Orradre           | Yamaha MS Racing                        | Yamaha YZF-R3      | 6    | +38.952   | 37º     |       |
| 21º  | 23 | Sylvain Markarian      | Yamaha MS Racing                        | Yamaha YZF-R3      | 6    | +39.174   | 30º     |       |
| 22º  | 58 | Iñigo Iglesias         | Scuderia Maranga Racing                 | Kawasaki Ninja 400 | 6    | +42.513   | 34º     |       |
| 23º  | 68 | Jarno Ioverno          | Scuderia Maranga Racing                 | Kawasaki Ninja 400 | 6    | +44.298   | 33º     |       |
| 24º  | 43 | Marc García            | 2R Racing                               | Kawasaki Ninja 400 | 6    | +44.505   | 2º      |       |
| 25º  | 84 | Kim Aloisi             | ProGP Racing                            | Yamaha YZF-R3      | 6    | +48.488   | 17º     |       |
| 26º  | 66 | Eunan McGlinchey       | Team#109 Kawasaki                       | Kawasaki Ninja 400 | 6    | +2'12.204 | 29º     |       |

### Ritirati
| Nº | Pilota           | Squadra                                | Motocicletta       | Giri | Griglia |
| -- | ---------------- | -------------------------------------- | ------------------ | ---- | ------- |
| 15 | Alfonso Coppola  | Kawasaki GP Project                    | Kawasaki Ninja 400 | 5    | 18º     |
| 22 | Mykyta Kalinin   | Battley-RT Motorsports by SKM-Kawasaki | Kawasaki Ninja 400 | 5    | 19º     |
| 71 | Tom Edwards      | Kawasaki ParkinGO                      | Kawasaki Ninja 400 | 4    | 3º      |
| 69 | Tom Booth-Amos   | RT Motorsports by SKM - Kawasaki       | Kawasaki Ninja 400 | 3    | 1º      |
| 53 | Petr Svoboda     | WRP Wepol Racing                       | Yamaha YZF-R3      | 2    | 15º     |
| 83 | Meikon Kawakami  | Brasil AD 78                           | Yamaha YZF-R3      | 1    | 24º     |
| 72 | Alvaro Diaz      | Biblion Motoxracing Yamaha             | Yamaha YZF-R3      | 0    | 12º     |
| 27 | Filippo Rovelli  | Kawasaki ParkinGO                      | Kawasaki Ninja 400 | 0    | 11º     |
| 19 | Víctor Rodríguez | EAB Ten Kate Racing                    | Yamaha YZF-R3      | 0    | 26º     |
| 8  | Mika Pérez       | Prodina Ircos                          | Kawasaki Ninja 400 | 0    | 13º     |

## Supersport 300 gara 2

### Arrivati al traguardo
| Pos. | Nº | Pilota                 | Squadra                             | Motocicletta       | Giri | Tempo     | Griglia | Punti |
| ---- | -- | ---------------------- | ----------------------------------- | ------------------ | ---- | --------- | ------- | ----- |
| 1º   | 43 | Marc García            | 2R Racing                           | Kawasaki Ninja 400 | 10   | 20'40.693 | 2º      | 25    |
| 2º   | 6  | Jeffrey Buis           | MTM Kawasaki Motoport               | Kawasaki Ninja 400 | 10   | +0.749    | 4º      | 20    |
| 3º   | 64 | Hugo De Cancellis      | Team Trasimeno                      | Yamaha YZF-R3      | 10   | +1.037    | 9º      | 16    |
| 4º   | 95 | Scott Deroue           | MTM Kawasaki Motoport               | Kawasaki Ninja 400 | 10   | +2.310    | 8º      | 13    |
| 5º   | 61 | Yuta Okaya             | MTM Kawasaki Motoport               | Kawasaki Ninja 400 | 10   | +2.472    | 10º     | 11    |
| 6º   | 99 | Adrián Huertas         | ProGP Racing                        | Yamaha YZF-R3      | 10   | +2.581    | 14º     | 10    |
| 7º   | 17 | Koen Meuffels          | MTM Kawasaki Motoport               | Kawasaki Ninja 400 | 10   | +2.727    | 16º     | 9     |
| 8º   | 71 | Tom Edwards            | Kawasaki ParkinGO                   | Kawasaki Ninja 400 | 10   | +5.389    | 3º      | 8     |
| 9º   | 72 | Alvaro Diaz            | Biblion Motoxracing Yamaha          | Yamaha YZF-R3      | 10   | +5.629    | 12º     | 7     |
| 10º  | 45 | Felipe Macan           | Brasil AD 78                        | Yamaha YZF-R3      | 10   | +9.472    | 22º     | 6     |
| 11º  | 27 | Filippo Rovelli        | Kawasaki ParkinGO                   | Kawasaki Ninja 400 | 10   | +9.794    | 11º     | 5     |
| 12º  | 88 | Bruno Ieraci           | Kawasaki GP Project                 | Kawasaki Ninja 400 | 10   | +12.421   | 21º     | 4     |
| 13º  | 15 | Alfonso Coppola        | Kawasaki GP Project                 | Kawasaki Ninja 400 | 10   | +12.716   | 18º     | 3     |
| 14º  | 87 | Eliton Gohara Kawakami | Yamaha MS Racing                    | Yamaha YZF-R3      | 10   | +17.538   | 28º     | 2     |
| 15º  | 14 | Enzo de la Vega        | Machado Came SBK                    | Yamaha YZF-R3      | 10   | +19.572   | 20º     | 1     |
| 16º  | 10 | Unai Orradre           | Yamaha MS Racing                    | Yamaha YZF-R3      | 10   | +20.442   | 34º     |       |
| 17º  | 24 | Daniel Blin            | Biblion Motoxracing Yamaha          | Yamaha YZF-R3      | 10   | +21.529   | 24º     |       |
| 18º  | 58 | Iñigo Iglesias         | Scuderia Maranga Racing             | Kawasaki Ninja 400 | 10   | +23.485   | 31º     |       |
| 19º  | 68 | Jarno Ioverno          | Scuderia Maranga Racing             | Kawasaki Ninja 400 | 10   | +23.645   | 30º     |       |
| 20º  | 84 | Kim Aloisi             | ProGP Racing                        | Yamaha YZF-R3      | 10   | +27.764   | 17º     |       |
| 21º  | 98 | Tom Berçot             | ProGP Racing                        | Yamaha YZF-R3      | 10   | +28.202   | 23º     |       |
| 22º  | 35 | Lukáš Simon            | ACCR Czech Talent Team - Willi Race | Kawasaki Ninja 400 | 10   | +31.168   | 25º     |       |
| 23º  | 7  | Johan Gimbert          | GP Project                          | Kawasaki Ninja 400 | 10   | +31.733   | 33º     |       |
| 24º  | 46 | Samuel Di Sora         | Leader Team Flembbo                 | Kawasaki Ninja 400 | 10   | +32.603   | 7º      |       |
| 25º  | 23 | Sylvain Markarian      | Yamaha MS Racing                    | Yamaha YZF-R3      | 10   | +49.611   | 27º     |       |
| 26º  | 69 | Tom Booth-Amos         | RT Motorsports by SKM - Kawasaki    | Kawasaki Ninja 400 | 10   | +1'05.333 | 1º      |       |
| 27º  | 53 | Petr Svoboda           | WRP Wepol Racing                    | Yamaha YZF-R3      | 10   | +1'26.526 | 15º     |       |
| 28º  | 26 | Mirko Gennai           | BrCorse                             | Yamaha YZF-R3      | 8    | +2 giri   | 32º     |       |

### Ritirati
| Nº | Pilota            | Squadra                                 | Motocicletta       | Giri | Griglia |
| -- | ----------------- | --------------------------------------- | ------------------ | ---- | ------- |
| 85 | Kevin Sabatucci   | Kawasaki GP Project                     | Kawasaki Ninja 400 | 8    | 6º      |
| 8  | Mika Pérez        | Prodina Ircos                           | Kawasaki Ninja 400 | 8    | 13º     |
| 54 | Bahattin Sofuoğlu | Biblion Motoxracing Yamaha              | Yamaha YZF-R3      | 7    | 5º      |
| 44 | Tom Bramich       | Carl Cox-RT Motorsports by SKM-Kawasaki | Kawasaki Ninja 400 | 7    | 26º     |
| 22 | Mykyta Kalinin    | Battley-RT Motorsports by SKM-Kawasaki  | Kawasaki Ninja 400 | 6    | 19º     |